# Публий Валерий Патруин
Публий Валерий Патруин (на латински: Publius Valerius Patruinus) е сенатор на Римската империя през 1 век.
През 82 г. той е суфектконсул заедно с Луций Антоний Сатурнин. През 90 г. e легат в Сирия.
Неговият син Луций Домиций Аполинар e суфектконсул през 97 г.